# Lên đường (bài hát Liên Xô)
Lên đường (tiếng Nga: В путь, V Put) là một bài hát của Liên Xô do V. P. Solovyov-Sedoy phổ nhạc và M. A. Dudin viết lời. Nó vốn là một bài nhạc dùng trong bộ phim Maksim Perepelitsa trình chiếu năm 1955 do Leonid Fyodorovich Bykhov thủ vai chính. Từ khi bộ phim được trình chiếu, bài hát đã trở nên cực kì nổi tiếng và hiện nay vẫn được sử dụng như một hành khúc. Tác giả V. P. Solovyov-Sedoy đã được trao Giải thưởng Lenin vào năm 1959 dành cho bài hát này. Ông cũng là tác giả phần âm nhạc của bài hát Chiều Moskva nổi tiếng. Bài hát này chính là bài ca của Lực lượng vũ trang Liên bang Nga và Hồng quân Liên Xô trước đây

## Lịch sử
Bài hát "Lên đường" đã được trình diễn trong Ngày chiến thắng cũng như trong nhiều dịp lễ lớn ở Nga, Ukraina, Belarus và nhiều nước thuộc khối SNG cũng như một số quốc gia khác, bằng nhiều thứ tiếng khác nhau. Nó là một trong những bài hát được Đoàn ca múa nhạc Hồng quân trình diễn thường xuyên trên sân khấu. Ivan Rebroff từng thu âm ba phiên bản của bài "Lên đường": phiên bản đầu tiên làm năm 1970 dưới tiêu đề "Người Cô dắc phải lên đường" (Kosaken müssen reiten - với phần lời mới do Fred Weyrich viết), phiên bản thứ hai thực hiện cùng năm với lời tiếng Anh, và phiên bản cuối cùng năm 1972 với lời tiếng Nga. Trong một cảnh của bộ phim Pháp "Mọi người đều không có may mắn có cha mẹ là người cộng sản" (Tout le monde n'a pas eu la chance d'avoir des parents communistes) sản xuất năm 1993, nhân vật Irene đã nhảy múa theo điệu nhạc này. Và, trong buổi duyệt binh kỉ niệm Ngày chiến thắng năm 2005, bài hát "Lên đường" đã được trình diễn dưới dạng quân hành. Hai năm sau đó, bài hát này xuất hiện trong album "Ъ" của nhóm nhạc rock nặng Alisa. Đến năm 2011, lực lượng Cảnh sát Vũ trang Nhân dân Trung Quốc đã biểu diễn bài hát này với lời tiếng Trung.

## Lời bài hát
| Путь далёк у нас с тобою, Веселей, солдат, гляди! Вьётся, вьётся знамя полковое, Командиры – впереди. Điệp khúc: Солдаты, в путь, в путь, в путь... А для тебя, родная, Есть почта полевая. Прощай, труба зовёт. Солдаты, в поход! Каждый воин – парень бравый, Смотрит соколом в строю. Породни... роднились мы со славой, Славу добыли в бою. Điệp khúc Дни теперь для нас настали И учёбы, и труда. Чтоб споко... спокойно расцветали Наши сёла, города. Điệp khúc Путь далёк у нас с тобою, Веселей, солдат, гляди! Вьётся, вьётся знамя полковое, Командиры – впереди. Điệp khúc | Put' dalyok u nas s toboyu, Veseley, soldat, glyadi! Vyotsya, vyotsya znamya polkovoe, Komandiry – vperedi. Điệp khúc: Soldaty, v put', v put', v put'... A dlya tebya, rodnaya Est' pochta polevaya. Proshchay, truba zovyot, Soldaty, v pokhod! Kazhdy voin – paren' bravy, Smotrit sokolom v stroyu. Porodni... rodnilis' my so slavoy, Slavu dobyli v boyu. Điệp khúc Dni teper' dlya nas nastali Dni uchyoby i truda, Chtob spoko... spokoyno rastsvetali Nashi syola, goroda. Điệp khúc Put' dalyok u nas s toboyu, Veseley, soldat, glyadi! Vyotsya, vyotsya znamya polkovoe, Komandiry – vperedi. Điệp khúc | Unser Weg ist noch nicht zu Ende, Kamerad, blick weit voran, sieh im Wind die Fahne for uns wehn, sie führt die Marschkolonne an! Điệp khúc: Soldaten, marsch, marsch, marsch! Mein Schatz, ich kann nicht bleiben, doch will ich oft dir schreiben. Hört, die Trompete ruft! Soldaten, voran! Furcht kennt keiner von ihnen allen, Die im Gleichschritt mit uns gehen. Heimatland, für dich ziehn wir zu Feld, bald werden Siegesfahnen wehn. Điệp khúc Heimat, dich soll kein Feind bedrohen, zu dir stehn wir jederzeit, zogen kämpfend durch die halbe Welt, bist du in Not, tun wir's erneut. Điệp khúc | (Có thể hát được bằng tiếng Việt) Đoạn 1: Muôn dặm xa chúng ta bên đồng đội; Hãy vui lên, người lính, nhìn kìa ! Trong gió mưa đoàn ta giương cao lá cờ, Tiến về phía trước theo bước chỉ huy Điệp khúc: Chiến sĩ ơi ! Tiến lên, tiến lên, tiến lên Gửi miền hậu phương, em thân yêu ! Anh sẽ viết thư gửi về em. Kìa tiếng kèn đang gọi anh ! Chiến sĩ ơi ! Đi thôi ! Đoạn 2: Bao chàng trai anh dũng tiến ra sa trường, Như những cánh chim ưng một đàn. Ta mang trong mình sứ mệnh vinh quang. Bách chiến bách thắng đem lại khải hoàn. Điệp khúc Đoạn 3: Bao ngày qua chúng tôi đã trưởng thành. Ngày học tập, làm việc hăng say. Chỉ phát triển qua từng năm tháng. Làng và thành phố chúng ta hằng nhớ. Điệp khúc Lặp lại đoạn 1 Điệp khúc |